# Liriomyza latigenis
Liriomyza latigenis är en tvåvingeart som beskrevs av Friedrich Georg Hendel 1920. Liriomyza latigenis ingår i släktet Liriomyza och familjen minerarflugor.
Artens utbredningsområde är Spanien. Inga underarter finns listade i Catalogue of Life.